# John Marston (marin)
Pour les articles homonymes, voir John Marston.
John Marston, né le 12 juin 1795 à Boston et mort le 7 avril 1885 à Philadelphie, est un officier de marine américain de l'United States Navy.

## Biographie
Pendant la guerre anglo-américaine de 1812, Marston sert de messager et apporte la première nouvelle de la capture du HMS Guerriere par le commandant Isaac Hull à John Adams à Quincy (Massachusetts). L'influence de l'ancien président lui vaut d'être nommé aspirant le 15 avril 1813.
Midshipman (1813) puis lieutenant (1825), il navigue dans le Pacifique de 1827 à 1829 puis de 1833 à 1834. Promu commandant en 1840, il sert sur les côtes africaines (1850) et devient capitaine en 1855.
Directeur de la Philadelphia Naval Shipyard (1853-1855), lors de la Guerre de Sécession, il se rallie aux Fédérés et sert sur le Cumberland dans l'escadre du Brésil (1861). Commodore (1862), il commande la frégate Roanoke à la bataille de Hampton Roads mais perd le Congress et le Cumberland.
Rear-admiral (1862), il devient inspecteur des phares (1863-1866) et directeur de la Marine de Portsmouth et de la station navale de Key West (1864).